# Цитрин
Цитринът е скъпоценен камък, разновидност на минерала кварц. Името му произлиза от латинската дума citrus – лимоненожълт. Цветовата му гама обхваща всички оттенъци на жълтото. В природата се среща относително рядко, но още през Средновековието са го получавали по изкуствен път чрез нагряване на аметистови кристали. Често бива бъркан с жълтия топаз.
Както всички форми на кварца, цитринът е член на оксидната група минерали. Въпреки това, трябва да се отбележи, че тъй като е оксид на силиция, понякога се класифицира и като част от силикатната група. Всяка молекула се състои от един атом силиций, свързан с два атома кислород. Има също така и примеси от желязо.
Кристалите цитрин имат тригонална симетрия. Те често се срещат като шестостенни (хексагоннални) призми с пирамиди и с двата си края. Някои кристали се развиват заедно − явление познато като двойникуване (сдвоени като близнаци).
Цитринът е със степен на твърдост 7 по скалата на Моос и може лесно да надраска стъкло и желязо.
Всички форми на кварца са изключително чувствителни към топлина. В резултат на това цитринът лесно се създава изкуствено чрез нягряване на аметист (лилавата разновидност на кварца), докато приеме желаното жълто оцветяване. Някои кварцови образци се състоят от комбинация между аметист и цитрин: те се наричат аметрин, и са високо ценени.